# Rubielos de Mora
Rubielos de Mora é um município da Espanha na província de Teruel, comunidade autónoma de Aragão. Tem 63,55 km² de área e em 2021 tinha 632 habitantes (densidade: 9,9 hab./km²).
É conhecida por Pórtico de Aragão (abre-se como um grande miradouro natural sobre o altiplano de Teruel) e como Corte de serra, devido ao grande número de casas solarengas e pequenos palácios que formam o seu conjunto histórico artístico. Pertence à rede de municípios Cittaslow (cidades lentas) e é lugar de selado no Caminho do Cid.
Faz parte da rede das Aldeias mais bonitas de Espanha e da rede das Cidades Cittaslow.

## Demografia
| Variação demográfica do município entre 1991 e 2004 | Variação demográfica do município entre 1991 e 2004 | Variação demográfica do município entre 1991 e 2004 | Variação demográfica do município entre 1991 e 2004 |
| --------------------------------------------------- | --------------------------------------------------- | --------------------------------------------------- | --------------------------------------------------- |
| 1991                                                | 1996                                                | 2001                                                | 2004                                                |
| 633                                                 | 620                                                 | 609                                                 | 652                                                 |